# Castel de apă (Frunză)
Castel de apă este o clădire amplasată în Frunză, raionul Ocnița, Republica Moldova. Este un monument arhitectural de importanță națională inclus în Registrul monumentelor Republicii Moldova ocrotite de stat cu nr. 1664 (raionul Ocnița). Datează de la sf. sec. XIX.